# Ходатаєва Ольга Петрівна
Ольга Петрівна Ходатаєва (26 лютого 1894, Москва — 10 квітня 1968, Москва) — радянський режисер мультиплікації, сценарист, художниця мультиплікаційного кіно.

## Біографія
Сестра радянського мультиплікатора Н. П. Ходатаєва (1892—1979).
Після закінчення в 1918 році училища живопису, скульптури та архітектури в Москві, працювала художницею-оформлювачем, графіком.
У 1924 році прийшла в мультиплікацію, працювала в колективі мультмайстерні при ГТК під керівництвом брата, пізніше на фабриках " Міжрабпом-Русь ", " Совкіно " (" Союзкіно ", " Мосфільм ").
З 1927 по 1932 рік працювала у творчому колективі сестер Валентини та Зінаїди Брумберг .
Брала участь як співавтора мультиплікаційного оформлення вистав «Про Дзюбу» та «Негритенок і мавпа» у театрі під керуванням М. М. І. Сац (нині Московський державний академічний дитячий музичний театр ім. І. Сац).
У 1936—1960 роках — режисер кіностудії " Союзмультфільм ". Була членом худради «Союзмультфільму».
Багато років співпрацювала з художником та режисером П. Н. Носовим .</br> З 1954 року працювала разом із Л. Ст. Аристовим .

## Нагороди на кінофестивалях
- 1952 — VII МКФ у Карлових Варах (ЧССР) — Премія за найкращий анімаційний фільм за мультфільм «Сарміко»
- 1956 — VIII МФ для дітей та юнацтва у Венеції — Перша премія за мультфільм «У яранзі горить вогонь»
- 1957 — МКФ у рамках VI Міжнародного фестивалю молоді та студентів — Золота медаль за мультфільм «У яранзі горить вогонь»
- 1958 — XII Единбурзький МКФ — Диплом за мультфільм «Хоробрий оленя»

## Фільмографія

### Режисер
- 1927 — Даєш гарний крамником! (совм. з В. Брумберг і З. Брумберг, М. Ходатаєвым)
- 1928 — [[Грозний Вавила і тітка Аріна (мультфільм) |
- 1928 — Підтягнися, лавком йде! (совм. з Н. Ходатаєвым)
- 1928 — Самоїдський хлопчик (совм. з В. Брумберг] і З. Брумберг, Н. Ходатаєв)
- 1932 — Веселе життя (Повість про те, як посварилися Іван Іванович з Ганною Іванівною, і що з цього вийшло) (совм. з В. Брумберг)
- 1934 — Весела Москва
- 1935 — На дні
- 1936 — Повернене сонце
- 1937 — Дід Мороз і сірий вовк
- 1938 — Маленький Мук
- 1938 — Хлопчик-з-пальчик
- 1940 — Ведмедик (совм. з А. Євмененко, П. Носовим)
- 1942 — Кіноцирк (совм. з Л. Амальріком)
- 1942 — Лиса, заєць та півень
- 1943 — Крадене сонце (співрежисер)
- 1944 — Пісня про Чапаєва (совм. з П. Носовим)

| 
- 1945 — Теремок
- 1946 — У страху очі великі
- 1948 — Новорічна ніч (совм. з П. Носовим)
- 1949 — Казка старого дуба
- 1950 — Диво-млин
- 1951 — Тайгова казка
- 1952 — Сарміко (совм. з Є. Райковським)
- 1953 — Сестриця Оленка та братик Іванко
- 1954 — Солом'яний бичок
- 1954 — Три мішки хитрощів (совм. з П. Носовим)
- 1956 — У яранзі горить вогонь
- 1957 — Хоробрий оленя (совм. з Л. Аристовим)
- 1958 — Золоті колосся (совм. з Л. Аристовим)
- 1960 — Золоте перо (совм. з Л. Аристовим)

#### Інше
- 1941 — Бий фашистських піратів (Журнал політсатири № 2)
- 1955 — Пам'яті Мічуріна (режисер мультвставки)

|}

### Сценарист
- 1927 — Даєш гарний лавком! (Автор сценарію з Ст. Брумберг та З. Брумберг, Н. Н. Ходатиєвим)
- 1928 — Грозний Вавила і тітка Аріна (автор сценарію совм. з Н. Н. Ходатиєвим)
- 1928 — Самоїдський хлопчик (автор сценарію з Ст. Брумберг та З. Брумберг, Н. Н. Ходатиєвим)
- 1938 — Хлопчик-с-пальчик (автор сценарію)
- 1941 — Бій фашистських піратів (Журнал політсатири № 2) (автор сценарію)
- 1942 — " Кіноцирк " (автор сценарію совм. з Л. Амальріком, До. Гаврюшин, Н. Волковим)
- 1948 — Новорічна ніч (автор сценарію)

### Художниця-мультиплікатор
- 1924 — Міжпланетна революція
- 1925 — 1905—1925
- 1925 — Китай у вогні
- 1925 — Старт
- 1926 — Як Мурзилка навчився правильно писати адреси
- 1927 — Одна з багатьох
- 1928 — Новосілля Пушкіна
- 1933 — Органчик

### Художниця-постановниця
- 1927 — Даєш гарний лавком! (совм. з Ст. Брумберг та З. Брумберг, Н. Н. Ходатиєвим)
- 1928 — Грозний Вавила і тітка Аріна (совм. з Н. Н. Ходатиєвим)
- 1928 — Підтягнися, лавком йде! (совм. з Н. Н. Ходатиєвим)
- 1928 — Самоїдський хлопчик (совм. з Ст. Брумберг та З. Брумберг, Н. Н. Ходатиєвим)
- 1931 — Автодорець (совм. з Ст. Брумберг та З. Брумберг, Н. . Ходатиєвим)
- 1934 — Весела Москва
- 1935 — На дні
- 1938 — Маленький Мук (совм. із П. Носовим)
- 1942 — Кіноцирк (совм. з Л. Амальріком)
- 1949 — Вартові полів